# Тогдер

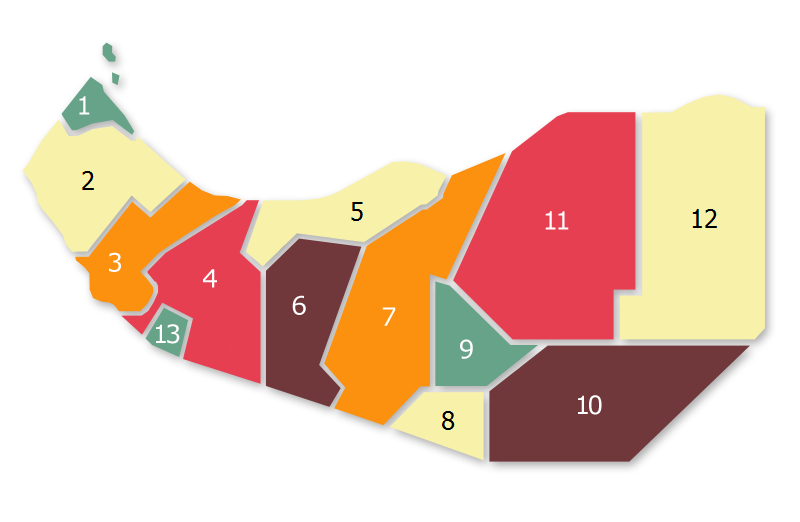
місцеположення регіону Тогдер на мапі Сомаліленду (під цифрою 7)

Тогдер (сом. Togdheer) - адміністративний регіон Сомаліленду, невизнаної держави на північному заході Сомалі.

## Опис
Площа однойменного регіону Сомалі за даними 2007 року становила 38663 км², населення 941832 чол. Дані для сучасного Тагдеру відрізняються через те, що його межі змінені, зокрема, з його складу виділений регіон Айн, що знаходиться під контролем сомалійської автономії Хатумо. Столиця регіону - Бурао. Межує з Ефіопією на півдні, Айном, Санаагом і Сулом на заході, а також із сомалійським регіоном Вокуй-Гальбід (згідно адміністративного поділу Сомаліденду - з регіонами Одвейне і Сахіл на сході). Назва походить від назви місцевого топоніма - річки Тог-Дер. В даний час регіон очолює Абді Хуссейн Дхеере, заступник глави регіону - Гулед Дахир Саматара.

## Населені пункти регіону
- Ших [1]
- Бурао
- Бодлей
- Юкуба
- Буходле
- Дабагорайяле
- Одуейне
- Ададлей
- Бер

## Див. Також
- Адміністративний поділ Сомаліленда
- Адміністративний поділ Сомалі